# Raúl Mondesí
Pour son fils joueur de baseball, voir Raúl A. Mondesí.
Raúl Ramon Mondesí Avelino (né le 12 mars 1971 à San Cristóbal, République dominicaine) est un ancien joueur de baseball professionnel et personnalité politique qui est de 2010 à 2016 le maire de la ville de San Cristóbal.
Il a joué dans les Ligues majeures de baseball de 1993 à 2005. Recrue de l'année en 1994 avec les Dodgers de Los Angeles, il a participé à un match d'étoiles et a remporté deux Gants dorés comme joueur de champ extérieur.
En septembre 2017, il est condamné à 8 ans de prison pour corruption et détournement de fonds durant ses années passées comme maire de San Cristóbal.

## Biographie

### Carrière politique
En 2006, Raúl Mondesí est pour la première fois élu à la Chambre des députés en République dominicaine, sous la bannière du Parti de la libération dominicaine. Réélu, il passe durant son second mandat à une formation politique d'opposition, le Parti révolutionnaire dominicain.
En mai 2010, il est élu maire de sa ville natale de San Cristóbal et entre en fonctions en août suivant. Il est en 2017 accusé d'avoir détourné la somme de 6,3 millions de dollars américains lorsqu'il était maire, de 2010 à 2016. En septembre 2017, le tribunal le condamne à 8 ans d'emprisonnement pour corruption et détournement de fonds, lui ordonne de verser la somme de 60 millions de pesos et lui interdit d'être canadidat pour 10 ans.

### Vie personnelle
Raúl Mondesí est le père de Raúl Adalberto Mondesí, né en 1995 en Californie, un joueur de baseball évoluant à la position d'arrêt-court ayant fait ses débuts dans les majeures avec les Royals de Kansas City en 2015, et du voltigeur Raúl Mondesí, Jr., né au Texas en 1992, qui a joué au baseball dans les ligues mineures pour des clubs affiliés aux Brewers de Milwaukee.

## Statistiques de joueur
| Statistiques de frappeur |            |            |      |      |     |      |     |    |     |     |     |    |     |      |       |       |       |
| Saison                   | Équipe     | Ligue      | G    | AB   | R   | H    | 2B  | 3B | HR  | RBI | SB  | CS | BB  | SO   | BA    | OBP   | SLG   |
| 1993                     | LAD        | MLB        | 42   | 86   | 13  | 25   | 3   | 1  | 4   | 10  | 4   | 1  | 4   | 16   | 0,291 | 0,322 | 0,488 |
| 1994                     | LAD        | MLB        | 112  | 434  | 63  | 133  | 27  | 8  | 16  | 56  | 11  | 8  | 16  | 78   | 0,306 | 0,333 | 0,516 |
| 1995                     | LAD        | MLB        | 139  | 536  | 91  | 153  | 23  | 6  | 26  | 88  | 27  | 4  | 33  | 96   | 0,285 | 0,328 | 0,496 |
| 1996                     | LAD        | MLB        | 157  | 634  | 98  | 188  | 40  | 7  | 24  | 88  | 14  | 7  | 32  | 122  | 0,297 | 0,334 | 0,495 |
| 1997                     | LAD        | MLB        | 159  | 616  | 95  | 191  | 42  | 5  | 30  | 87  | 32  | 15 | 44  | 105  | 0,310 | 0,360 | 0,541 |
| 1998                     | LAD        | MLB        | 148  | 580  | 85  | 162  | 26  | 5  | 30  | 90  | 16  | 10 | 30  | 112  | 0,279 | 0,316 | 0,497 |
| 1999                     | LAD        | MLB        | 159  | 601  | 98  | 152  | 29  | 5  | 33  | 99  | 36  | 9  | 71  | 134  | 0,253 | 0,332 | 0,483 |
| 2000                     | TOR        | MLB        | 96   | 388  | 78  | 105  | 22  | 2  | 24  | 67  | 22  | 6  | 32  | 73   | 0,271 | 0,329 | 0,523 |
| 2001                     | TOR        | MLB        | 149  | 572  | 88  | 144  | 26  | 4  | 27  | 84  | 30  | 11 | 73  | 128  | 0,252 | 0,342 | 0,453 |
| 2002                     | TOR        | MLB        | 75   | 299  | 51  | 67   | 16  | 1  | 15  | 45  | 9   | 2  | 31  | 57   | 0,224 | 0,301 | 0,435 |
| 2002                     | NYY        | MLB        | 71   | 270  | 39  | 65   | 18  | 0  | 11  | 43  | 6   | 4  | 28  | 46   | 0,241 | 0,315 | 0,430 |
| 2003                     | NYY        | MLB        | 98   | 361  | 56  | 93   | 23  | 3  | 16  | 49  | 17  | 7  | 38  | 66   | 0,258 | 0,330 | 0,471 |
| 2003                     | ARI        | MLB        | 45   | 162  | 27  | 49   | 8   | 1  | 8   | 22  | 5   | 4  | 18  | 31   | 0,302 | 0,372 | 0,512 |
| 2004                     | PIT        | MLB        | 26   | 99   | 8   | 28   | 8   | 0  | 2   | 14  | 0   | 2  | 11  | 27   | 0,283 | 0,355 | 0,424 |
| 2004                     | ANA        | MLB        | 8    | 34   | 2   | 4    | 1   | 0  | 1   | 1   | 0   | 1  | 2   | 4    | 0,118 | 0,189 | 0,235 |
| 2005                     | ATL        | MLB        | 41   | 142  | 17  | 30   | 7   | 1  | 4   | 17  | 0   | 1  | 12  | 35   | 0,211 | 0,271 | 0,359 |
| Totaux                   | 13 saisons | 13 saisons | 1525 | 5814 | 909 | 1589 | 319 | 49 | 271 | 860 | 229 | 92 | 475 | 1130 | 0,273 | 0,331 | 0,485 |